# She Killed in Ecstasy
She Killed in Ecstasy (Duits: Sie tötete in Ekstase) is een West-Duits/Spaanse film uit 1971 geregisseerd door Jesús Franco. Het plot van de film ontleent elementen uit de vorige Franco-films Miss Muerte en Venus in Furs. Het productieteam van de film omvat veel castleden en bijna dezelfde crew als zijn vorige film Vampyros Lesbos.

## Synopsis
Een jonge dokter pleegt zelfmoord nadat een medische commissie zijn omstreden experimenten op foetussen heeft stopgezet. Zijn jonge vrouw besluit de dood op haar man te wreken en beraamt een dodelijk plan voor de betrokken artsen, omdat ze deze verantwoordelijk houdt voor de dood van haar man.

## Rolverdeling
| Acteur          | Personage                 | Nota               |
| --------------- | ------------------------- | ------------------ |
| Soledad Miranda | Mevr. Johnson             | als Susann Korda   |
| Renate Küster   | Stem mevr. Johnson        | onvermeld          |
| Fred Williams   | Dr. Johnson               |                    |
| Paul Muller     | Dr. Franklin Houston      | als Paul Müller    |
| Ewa Strömberg   | Dr. Crawford              | als Ewa Stroemberg |
| Jesús Franco    | Dr. Donen                 | onvermeld          |
| Howard Vernon   | Professor Jonathan Walker |                    |
| Horst Tappert   | Politie-inspecteur        |                    |